# Mengisa
Mengisa (auch Mangisa und Mengisa-Njowe) ist eine Bantusprache und wird von circa 20.000 Menschen in Kamerun gesprochen (Zensus 1979). 
Sie ist im Département Lekié in der Region Centre verbreitet. Mangisa ist die Alltagssprache der Mangisa, die noch die traditionelle Sprache Leti sprechen.

## Klassifikation
Mengisa ist eine Nordwest-Bantusprache und gehört zur Yaunde-Fang-Gruppe, die als Guthrie-Zone A70 klassifiziert wird. 